# Сибай (городской округ)
Городско́й о́круг го́род Сиба́й (баш. Сибай ҡалаһы ҡала округы) — муниципальное образование в Республике Башкортостан Российской Федерации. Образовано на территории города республиканского значения Сибая.
Административный центр — город Сибай.

## История
Городской округ город Сибай был образован в ходе реализации муниципальной реформы 1 января 2006 года.

## Население
| 1959    | 1968    | 1970    | 1979    | 1989    | 2002    | 2008    | 2009    | 2010    |
| ------- | ------- | ------- | ------- | ------- | ------- | ------- | ------- | ------- |
| 29 037  | ↗37 700 | ↗39 169 | ↗41 979 | ↗49 412 | ↗60 144 | ↗66 466 | ↗67 224 | ↘63 838 |
| 2012    | 2013    | 2014    | 2015    | 2016    | 2017    | 2018    | 2019    | 2021    |
| ↗63 981 | ↘63 721 | ↘63 603 | ↘63 389 | ↘62 553 | ↘62 067 | ↗62 324 | ↗62 391 | ↘57 140 |

Согласно прогнозу Минэкономразвития России, численность населения будет составлять:
- 2024 — 59,63 тыс. чел.
- 2035 — 54,02 тыс. чел.

### Национальный состав
По итогам переписи населения 2020 года проживали следующие национальности (национальности менее 0,1 % и другое см. в сноске к строке «Другие»):
| Национальность | Численность, чел. | Доля     |
| -------------- | ----------------- | -------- |
| Башкиры        | 32 634            | 57,11 %  |
| Русские        | 18 799            | 32,90 %  |
| Татары         | 2689              | 4,71 %   |
| Езиды          | 189               | 0,33 %   |
| Украинцы       | 123               | 0,22 %   |
| Казахи         | 116               | 0,20 %   |
| Таджики        | 115               | 0,20 %   |
| Узбеки         | 108               | 0,19 %   |
| Азербайджанцы  | 101               | 0,18 %   |
| Чуваши         | 97                | 0,17 %   |
| Армяне         | 95                | 0,17 %   |
| Другие         | 2074              | 3,62 %   |
| Итого          | 57 140            | 100,00 % |

### Языковой состав
Согласно Всероссийской переписи населения 2010 года родными языками населения являлись: башкирский — 46,8 %, русский — 41 %, татарский — 5 %, не указавшие родной язык — 5,5 %.
Согласно Всероссийской переписи населения 2020 года родными языками населения являлись: башкирский — 55,1 %, русский — 36,7 %, татарский — 3,2 %, не указавшие родной язык — 3,7 %.

## Населённые пункты
В состав городского округа и города республиканского значения входят 2 населённых пункта.
| № | Населённый пункт | Тип населённого пункта        | Население | АТЕ                  |
| - | ---------------- | ----------------------------- | --------- | -------------------- |
| 1 | Сибай            | город, административный центр | ↘55 354   |                      |
| 2 | Туяляс           | село                          | ↘626      | Туялясский сельсовет |

В рамках административно-территориального устройства, городу Сибай подчинён Туялясский сельсовет, включающий 1 населённый пункт село Туяляс.

## Местное самоуправление
Председатель совета городского округа
- Лысенко Юрий Иванович;

Глава администрации городского округа
- Афзалов Рустем Ахметкаримович;